# César Adriazola
César Augusto Adriazola Delgado (Mollendo, 10 de junio de 1956) es un exfutbolista peruano que jugaba en la posición de lateral. Se destacó en CNI de Iquitos, Universitario de Deportes y en el FBC Melgar.

## Biografía y trayectoria
César Adriazola, nació el 10 de junio de 1956 en Mollendo, una localidad al noroeste del departamento de Arequipa. Además de los equipos en los que militó en su región, se destacó también en clubes como Universitario de Deportes (Lima), Sporting Cristal (Lima) y CNI (Iquitos).
En 1976, fue el máximo goleador de la Copa Perú con el Pesca de Mollendo marcando 7 goles y llevando a su equipo a la Finalisima, lo que le valió para ser pretendido por equipos con mayor prestigio.
Al año siguiente llegó a Universitario de Deportes, que en esa temporada no incorporó jugadores del extranjero como era costumbre, sino que los nuevos refuerzos fueron Adriazola y demás jugadores de equipos modestos.
A Adriazola se lo recuerda por convertir dos goles en la Copa Libertadores 1979 frente a Palmeiras y Guaraní.

## Selección nacional
Jugó 4 partidos con la selección de fútbol de Perú entre 1983 y 1985. En esos años, Adriazola formó parte de la pre convocatoria que el seleccionado nacional preparaba para disputar las eliminatorias a la Copa del Mundo 1986, pero no llegó a la lista final.

## Clubes
| Club                | País | Año         |
| ------------------- | ---- | ----------- |
| Pesca Perú          | Perú | 1976 - 1977 |
| Universitario       | Perú | 1977 - 1980 |
| León de Huánuco     | Perú | 1981 - 1982 |
| C.N.I               | Perú | 1983 - 1985 |
| Deportivo Municipal | Perú | 1986        |
| Sporting Cristal    | Perú | 1987        |
| Cienciano           | Perú | 1988        |
| FBC Aurora          | Perú | 1989        |
| FBC Melgar          | Perú | 1990 - 1993 |